# Leopardus fasciatus

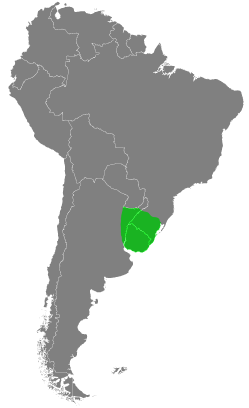
Ареал

Leopardus fasciatus (syn. Leopardus munoai) — вид хижих ссавців з родини котових (Felidae). Це вид невеликих леопардових кішок, поширених в Уругваї, на півдні бразильського штату Ріо-Гранді-ду-Сул і в аргентинській провінції Коррієнтес.

## Таксономічна примітка
Таксон відділено від L. braccatus.
Вид був вперше науково описаний у 1961 році під назвою Felis colocolo munoai, названим на честь уругвайського зоолога Хуана Ігнасіо Муньоа та віднесеним до пампаської кішки як підвид. У 1994 році іспанський зоолог Роза Гарсіа-Переа розділила пампаського кота на три види та помістила L. munoai як підвид L. braccatus. У перегляді групи пампасних котів, опублікованому в червні 2020 року, вид став незалежним як Leopardus munoai після того, як у групі пампасних котів було знайдено 5 клад, які відрізняються морфологією черепа, кольором шерсті та геномом, а також мають різні ареали поширення.

## Морфологічна характеристика
Він розміром приблизно з великого домашнього кота і має жовто-сірий основний колір. Боки тіла забезпечені більш-менш чіткими косими темно-жовтими лініями. Лінія спини темно-жовто-сіра. На грудях і крупі також чорнуваті поздовжні смуги, на горлі — вузькі темно-жовті і темно-коричневі смуги. Верх лап світлий, нижня частина чорнувата. Хвіст позначений кількома півкільцями біля кінця хвоста та маленьким чорним кінчиком.

## Поширення
Ареал: Бразилія, Уругвай, Аргентина.